# François Stahly
François Stahly, all'anagrafe Stahly Tizian Leopold Heinrich Erhard (Costanza, 8 marzo 1911 – Meudon, 2 luglio 2006), è stato uno scultore francese di origine svizzera appartenuto alla nuova Scuola di Parigi.

## Biografia
François Stahly nacque da padre italiano e madre tedesca. Dal 1912 al 1931 trascorse la sua gioventù a Lugano, Winterthur e Zurigo, in Svizzera. Fece il suo apprendistato per diventare litografo in una tipografia, e dal 1926 frequentò la Kunstgewerbeschule di Winterthur, dove apprese i principi del Bauhaus e della Scuola di Belle Arti di Zurigo.
Dopo essersi trasferito a Parigi, dal 1931 al 1939 Stahly studiò all'Académie Ranson, dove fu allievo di Charles Malfray, ove fece la conoscenza di Aristide Maillol, Jean Le Moal, Jean Bertholle, Alfred Manessier, Zelman ed Étienne Martin. Nel 1936 Stahly fu membro dei Témoignage di Marcel Michaud, gruppo formato a Lione del quale facevano parte anche Le Moal, Bertholle ed Étienne Martin. Nel frattempo, nel 1937, collaborò con Fred Littmann alla creazione del Padiglione delle Donne dell'Esposizione internazionale di Parigi. Nel 1940, anno in cui ricevette la cittadinanza francese, lasciò la capitale per trasferirsi nel piccolo comune di Oppède, dove risiedevano Étienne Martin, Bernard Zehrfuss e Consuelo de Saint-Exupéry, moglie del più noto Antoine de Saint-Exupéry. A Marsiglia, Stahly arredò l'Eden Bar assieme ad Étienne Martin, Marcel Duchamp, Zehrfuss, Zelman e Max Ernst.
Nel 1945, dopo essersi ricongiunto assieme ad Étienne Martin e altri amici a Mortagne-au-Perche, Stahly iniziò ad occuparsi di giornalismo scrivendo articoli per le testate di Zurigo Werk, Graphis e Die Kunst, e di architettura, collaborando con Pierre Pinsard, Paul Herbé, Jean Lecouteur, Bernard Zehrfuss e Jean Prouvé. Nel 1949 andò a vivere a Meudon con la moglie Claude. Qui, aiutato da Henri-Pierre Roché, lo scultore francese trasformò un'aranciera nel suo studio. Nello stesso anno entrò a far parte del comitato del Salon de la Jeune Sculpture. Fino al 1960 fu allievo del mistico e filosofo Georges Ivanovič Gurdjieff. Lungo la prima metà degli anni sessanta, Stahly fu insegnante presso l'Università della California - Berkeley, ad Aspen, Washington e Seattle. Realizzò anche molte opere d'arte a Los Angeles, New York, San Francisco e Seattle.

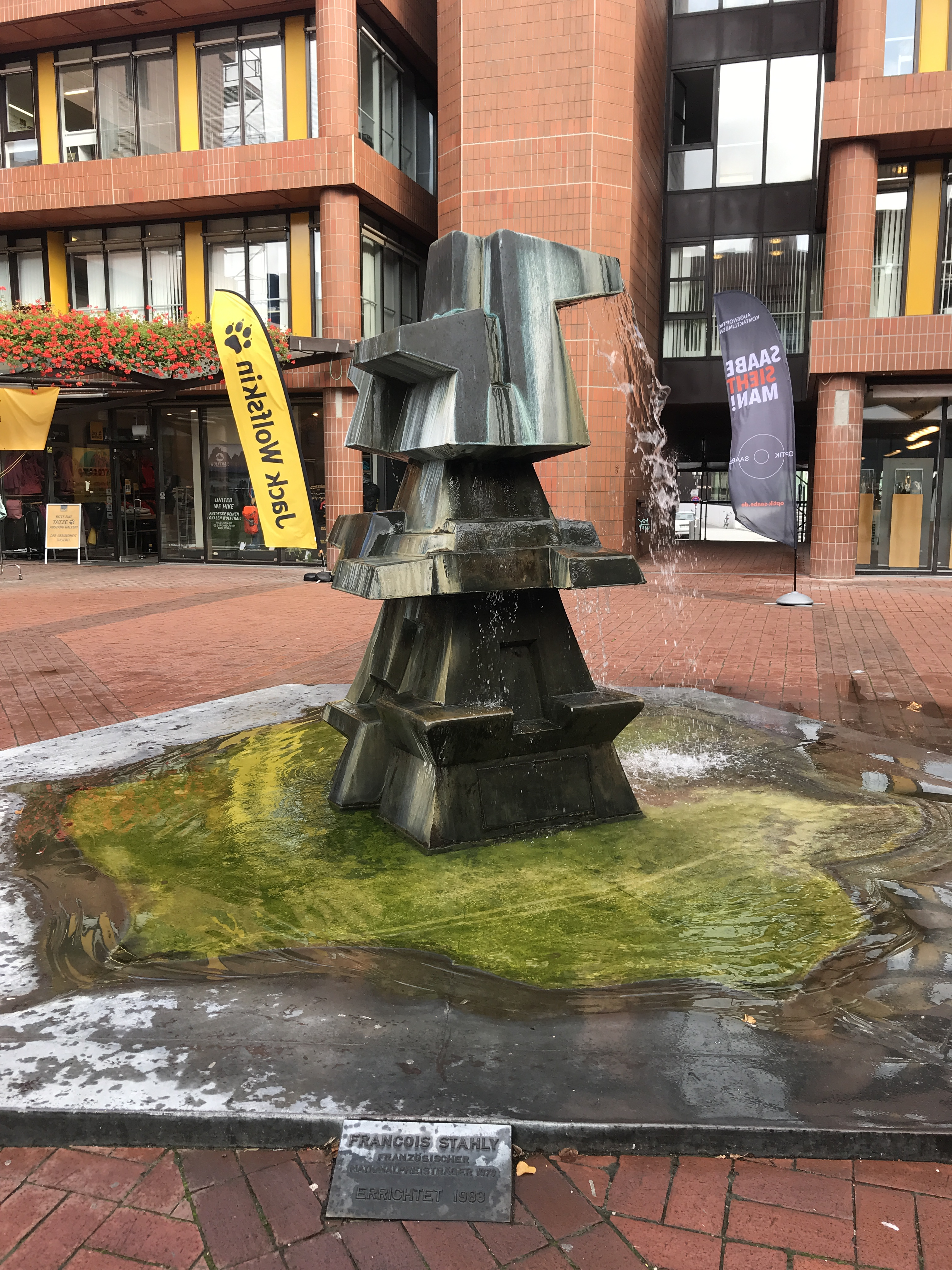
Fontana di François Stahly presso l'Aegidiimarkt di Münster

Nel 1966, François Stahly ricevette due commissioni dal Campus de Jussieu (Le Labyrinthe) e l'ente del parco floreale di Parigi (Fontaine). Dal 1967 al 1970 collaborò assieme a suo figlio Claude al parco forestale di Crestet. Gli atelier che vennero costruiti durante la progettazione dell'area diverranno monumento storico della Francia nel 1988. Nel 1969 donò parte della sua collezione personale al Museo di Meudon. Dopo la morte di Claude Stahly nel 1973, il parco forestale venne temporaneamente chiuso al pubblico. Grazie al sostegno del Ministero della Cultura francese e l'aiuto di Parvine Curie, la nuova compagna di Stahly, il parco venne riaperto nel 1977.
Durante la sua carriera, Stahly ricevette molti riconoscimenti fra cui il Grand Prix della Biennale de Tokyo nel 1965, il Grand Prix des Beaux-Arts de la Ville de Paris nel 1972, il Grand Prix National de la Sculpture nel 1979 e fu eletto membro dell'Académie des beaux-arts il 9 dicembre 1992, prendendo il posto che spettava precedentemente a Nicolas Schöffer.